# Mount Luigi di Savoia
Mount Luigi di Savoia ligger i Ruwenzoribergens nationalpark i Uganda, Afrika. Mount Luigi di Savoia är 4627 meter högt och är därför det nionde högsta berget i Afrika. Berget bestegs för första gången av Luigi Amedeo år 1906. Berget ligger i ett område som kallas "Månbergen" (Ruwenzori).